# Michel Murr
Michel Murr (arabisch ميشال المرّ Mischal al-Murr, * 1932 in Bteghrine; † 31. Januar 2021) war ein libanesischer Politiker und Geschäftsmann.

## Leben
Murr studierte in Beirut und Paris Architektur und gründete 1957 in Beirut ein Bauunternehmen. 1968 wurde er Parlamentsabgeordneter für den Bezirk Metn. 1972 wurde er nicht wiedergewählt, blieb jedoch in der Politik aktiv. 1992 wurde er erneut in das Parlament gewählt. Murr wurde 1979 Minister für Wohnungsbau und war von 1980 bis 1982 Minister für Telekommunikation. Nach dem Bürgerkrieg war er von 1990 bis November 2000 Vize-Premierminister und Innenminister. Nach seinem Ausscheiden aus dem Kabinett behielt er sein Parlamentsmandat und wurde 2004 Vize-Parlamentspräsident. Murr galt als pro-syrisch und war sehr umstritten. Er wurde mit Wahlfälschungen in Verbindung gebracht. 2005 schmiedete er mit dem Ex-General Michel Aoun eine politische Allianz, die Partei Freie Patriotische Bewegung.
Sein Sohn Elias Murr übernahm nach seinem Ausscheiden aus dem Kabinett den Posten des Innenministers (2000 bis 2004) und danach den des Verteidigungsministers.
Der Bruder von Michel Murr, Elias Murr sen., ist Geschäftsmann in der Baubranche und Besitzer des Fernsehkanals Murr-TV, der von der Regierung wegen anti-syrischer Haltung im Jahre 2000 geschlossen wurde. Die Brüder galten als zerstritten.
Michel Murr war Mitglied der Rum-Orthodoxen Kirche.
Er starb am Morgen des 31. Januar 2021 im Alter von 88 Jahren aufgrund einer COVID-19-Erkrankung.